# 三木のり平のおお!ポン人
『三木のり平のおお!ポン人』（みきのりへいのおお ポンじん）は、1967年（昭和42年）7月3日から8月7日までTBS系列局で放送されていたTBS製作のテレビドラマである。ロート製薬の一社提供。全6話。放送時間は毎週月曜 21:30 - 22:00 （日本標準時）。
三木のり平扮する花咲一平を主人公に、庶民の喜び、悲しみ、怒りにたくして、凡人の持つ人間味などをとらえたドラマ。

## 出演者
- 花咲一平：三木のり平
- 草笛光子
- 飯田蝶子
- ほか[誰?]

## 放送日程
| 話数 | 放送日 （1967年） | サブタイトル             |
| ---- | ----------------- | ------------------------ |
| 1    | 7月3日            | コブつきババつき戸棚ぬき |
| 2    | 7月10日           | 女は度胸                 |
| 3    | 7月17日           | とんだ災難               |
| 4    | 7月24日           | みんなエライよ           |
| 5    | 7月31日           | 泣くな一平               |
| 6    | 8月7日            | ああ高砂や               |